# Sminthurus maculatus
Sminthurus maculatus is een springstaartensoort uit de familie van de Sminthuridae. De wetenschappelijke naam van de soort is voor het eerst geldig gepubliceerd in 1883 door Tomosvary.